# حمید هزاز
محمد حمید هزاز (عربی: حميد الهزاز؛ زادهٔ ۱۹۴۵) بازیکن سابق فوتبال اهل مراکش است.
وی عضو تیم ملی فوتبال مراکش در جام جهانی فوتبال ۱۹۷۰ بوده است.